# José Macías (futbolista)
José Díaz Macías, más conocido como Macías (Madrid, 20 de noviembre de 1946-Málaga, 8 de diciembre de 2006), fue un futbolista español que jugaba de líbero y ocasionalmente como lateral izquierdo.

## Trayectoria
Sus primeros pasos los dio en el A.D. Plus Ultra (por entonces filial del Real Madrid) a mediados de los años 60. Allí recorrió todas la categorías hasta llegar al primer equipo, que militaba en Tercera División.
En 1970 fichó por el C.D. Málaga, club en que militaría la mayor parte de su carrera, desde la temporada 1970-71 hasta la 1979-80. Llegó a ser uno de los jugadores más relevantes de la historia del extinto club. Debutó en primera en un partido entre el Sporting de Gijón y el CD Málaga el 29 de noviembre de 1970. Coincidiendo con la llegada del entrenador francés Marcel Domingo, alcanzó la titularidad en su tercera temporada, pero eso no le impidió convertirse en uno de los jugadores más significados del periodo más exitoso del C.D. Málaga —comandado por el mítico Viberti—, durante la primera mitad de la década de 1970, en la que se alcanzaron dos séptimos puestos. También en ese lustro, Macías fue unos de los protagonistas de uno de los hitos en la historia de los costasoleños, llegar a la semifinal de la Copa del Generalísimo en la temporada 1972-73, en la que cayeron frente al Athletic de Bilbao (2-1 en San Mamés y 0-1 en La Rosaleda). El madrileño jugó los 180 minutos de la eliminatoria. La racha se rompió en la temporada 1974-75, en la que el equipo descendió con 31 puntos. Se da la circunstancia de que fue la única ocasión en que un equipo bajó con una puntuación tan alta mientras la Primera División tuvo 18 equipos. 
A partir de la temporada 1975-76, el Málaga recuperó su tradicional condición de equipo ascensor, hubo dos ascensos (1975-76 y 1978-79) y dos descensos (1976-77 y 1979-80). En todas estas temporadas fue titular. 
En la temporada 1981-82 fichó por el C.D. Antequerano, de la Segunda División B, donde se retiraría en 1985. En su primera temporada en el conjunto de la Ciudad del Torcal, 1981-82, estuvo a punto de lograr el ascenso a Segunda A; el equipo quedó cuarto, empatado a puntos con el segundo y el tercero. Falleció el 8 de diciembre de 2006 en Málaga.

## Selección nacional
Fue dos veces internacional con la selección española. Su debut fue contra Grecia, el 17 de enero de 1973, en Atenas, partido valedero para la clasificación del Mundial del Alemania en 1974. España se impuso por 2-3 y Macías fue titular (sería sustituido en el minuto 57 por Claramunt).  El otro encuentro, esta vez amistoso, lo disputó en Ámsterdam ante Holanda, el 2 de mayo de 1973. España perdió 3-2 y Macías jugó el partido completo.
Anteriormente, había sido internacional juvenil en tres ocasiones, internacional aficionado en seis e internacional olímpico en tres —encuentros valederos para la clasificación de las Olimpiadas de Múnich 1974, cita para la que España no pudo clasificarse—.

## Estadísticas

### Clubes
| Club             | Div           | Temporada     | Liga  | Liga  | Copas | Copas | Total | Total |
| Club             | Div           | Temporada     | Part. | Goles | Part. | Goles | Part. | Goles |
| ---------------- | ------------- | ------------- | ----- | ----- | ----- | ----- | ----- | ----- |
| A.D. Plus Ultra  | 3.ª           | 1968-69       |       |       |       |       |       |       |
| A.D. Plus Ultra  | 3.ª           | 1969-70       |       |       |       |       |       |       |
| A.D. Plus Ultra  | Total club    |               |       |       |       |       |       |       |
| C.D. Málaga      | 1.ª           | 1970-71       | 8     |       | 2     |       | 10    |       |
| C.D. Málaga      | 1.ª           | 1971-72       | 20    |       | 4     |       | 24    |       |
| C.D. Málaga      | 1.ª           | 1972-73       | 34    |       | 8     |       | 42    |       |
| C.D. Málaga      | 1.ª           | 1973-74       | 33    | 1     | 4     |       | 37    | 1     |
| C.D. Málaga      | 1.ª           | 1974-75       | 33    |       | 2     |       | 35    |       |
| C.D. Málaga      | 2.ª           | 1975-76       | 33    | 1     | 6     | 1     | 39    | 2     |
| C.D. Málaga      | 1.ª           | 1976-77       | 25    |       | 4     |       | 29    |       |
| C.D. Málaga      | 2.ª           | 1977-78       | 33    | 1     | 3     |       | 36    | 1     |
| C.D. Málaga      | 2.ª           | 1978-79       | 36    | 1     |       |       | 36    | 1     |
| C.D. Málaga      | 1.ª           | 1979-80       | 25    |       |       |       | 25    |       |
| C.D. Málaga      | Total club    | Total club    | 280   | 4     | 33    | 1     | 313   | 5     |
| Sin equipo       |               | 1980-81       |       |       |       |       |       |       |
| C.D. Antequerano | 2.ª B         | 1981-82       | 35    |       |       |       | 35    |       |
| C.D. Antequerano | 2.ª B         | 1982-83       | 38    | 1     |       |       | 38    | 1     |
| C.D. Antequerano | 2.ª B         | 1983-84       | 28    |       |       |       | 28    |       |
| C.D. Antequerano | 2.ª B         | 1984-85       | 12    |       |       |       | 12    |       |
| C.D. Antequerano | Total club    | Total club    | 113   | 1     |       |       | 113   | 1     |
| Total carrera    | Total carrera | Total carrera | 393   | 5     | 33    | 1     | 426   | 6     |